# Cornhill

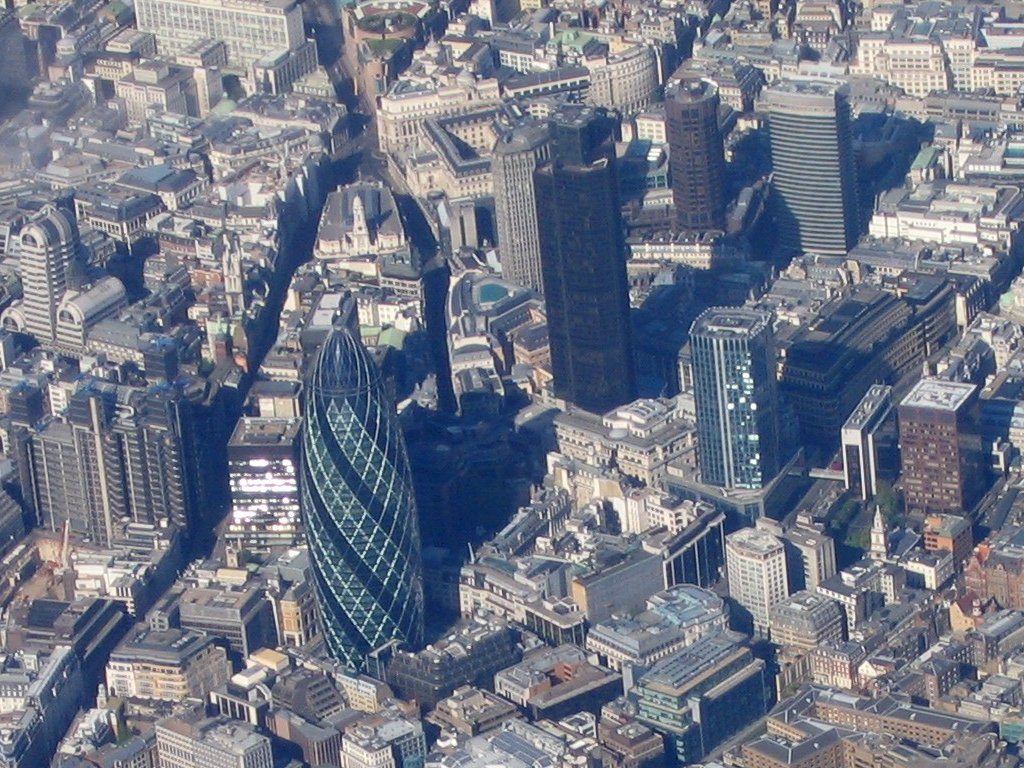
Vista aérea de Cornhill.

Cornhill é um ward, e uma das principais ruas da City de Londres, o núcleo histórico da Londres moderna.
A colina ("hill") da qual deriva seu nome, é uma das três mais antigas de Londres, sendo as outras Tower Hill, sítio da Torre de Londres, e Ludgate Hill, sítio da Catedral de São Paulo.
O Ward de Cornhill é uma das divisões tradicionais da City de Londres. A rua contém duas das igrejas da City projetadas por Sir Christopher Wren: St Michael, no local do antigo fórum romano de Londínio, e St Peter upon Cornhill (1680), considerado como o mais antigo sítio cristão de Londres. O Royal Exchange original de Sir Thomas Gresham estava voltado para Cornhill, mas seu sucessor no local, projetado por William Tite, está voltado para o Banco da Inglaterra, no cruzamento com a Threadneedle Street.
A "Standard", próximo do cruzamento de Cornhill e Leadenhall Street, foi a primeira fonte pública mecânica de água de Londres. Foi construída em 1582, no local onde antes havia poços de onde a água era retirada manualmente. O mecanismo, movido por uma roda d'água sob o arco setentrional da Ponte de Londres, transferia água do Tâmisa através de canos de chumbo, para quatro vertedouros. O serviço foi extinto em 1603. O lugar tornou-se um marco a partir do qual muitas distâncias de e para Londres eram mensuradas e o nome ainda aparece em antigos marcos de estrada (como na igreja de St Mary-le-Bow). Na outra extremidade, a rua junta-se à Threadneedle Street, Poultry, King William Street e Lombard Street.
Cornhill é conhecida por reunir oculistas e fabricantes de aparelhos ópticos, tais como microscópios e telescópios. Em 1652, Pasqua Rosee, uma nativa de Ragusa, Itália, abriu a primeira cafeteria londrina, em St Michael's Alley. Os editores Smith, Elder and co, sediados em Cornhill nº 65, publicaram ali o popular jornal literário Cornhill Magazine (1860 - 1975), bem como o "Dictionary of National Biography", editado originalmente por William Makepeace Thackeray. Uma estátua de James Henry Greathead foi erguida em 1994, no exterior do Royal Exchange. Em 2006, Mohamed Iltaf Sheikh tornou-se o Baron Sheikh of Cornhill.

## Política
Cornhill é um dos 25 wards da City de Londres, cada qual elegendo um alderman para a Court of Aldermen e  Commoners (o equivalente de vereador na  City) para o Court of Common Council da Corporação de Londres. Somente eleitores que sejam Freeman podem concorrer.
|  |